# Прусівщина
Прусівщина (біл. вёска Прусаўшчына) — село в складі Крупського району Мінської області, Білорусь. Село підпорядковане Ухвальській сільській раді, розташоване в східній частині області.